# Alex Saint
Alex Saint (Oriola, 28 d'agost de 1990) és una actriu, fotògrafa i maquilladora espanyola trans, coneguda pel seu paper de Sacha a la sèrie d'Atresmedia Veneno i la seva seqüela Vestidas de Azul.

## Primers anys
L'Alex va sentir una gran fascinació pel maquillatge des de petita, especialment a partir de la seva etapa a l'escola. No obstant, degut a la seva feminitat i els seus gustos personals, l'Alex va ser víctima de discriminació i incomprensió durant la seva infància.

## Carrera
Com a maquilladora, ha treballat amb regularitat maquillant artistes com la cantant Aitana, l'actriu Ester Expósito i la influencer Dulceida
, de qui és ja amiga personal.
Va aconseguir el seu primer paper interpretatiu a la sèrie d'Atresmedia Veneno, que va començar a emetre's el 29 de març de 2020, on interpretava la Sacha, una de les amigues de Cristina La Veneno.
El 2023 es va fer pública la seva participació en un paper protagonista per a la seqüela de Veneno, Vestidas de azul, juntament amb diverses actrius del repartiment original com Lola Rodríguez o Paca La Piraña.

## Filmografia

### Televisió
| Any  | Títol            | Paper | Notes        |
| ---- | ---------------- | ----- | ------------ |
| 2020 | Veneno           | Sacha | 4 episodis   |
| 2023 | Vestidas de azul | Sacha | Protagonista |